# ديريك فيسون
ديريك فيسون (بالإنجليزية: Derrick Faison) هو لاعب كرة قدم أمريكية أمريكي، ولد في 24 أغسطس 1967 في ليك سيتي في الولايات المتحدة.